# Wolmersdorf
Wolmersdorf est une commune allemande du Schleswig-Holstein, située dans l'arrondissement de Dithmarse (Kreis Dithmarschen), à trois kilomètres au sud-est de la ville de Meldorf. Wolmersdorf est l'une des 24 communes de l'Amt Mitteldithmarschen (« Moyenne-Dithmarse ») dont le siège est à Meldorf.